# 苻怀归
苻怀归（?—?），晋朝略阳郡临渭县氐人。据称他的祖先是有扈氏，世代为西戎酋长。开始他家池中蒲草生出，长高五丈，五节像竹子的形状，当时都说他是蒲家，所以因以为氏。苻怀归为部落小帅。当时，陇右大雨，百姓苦于大雨，作歌谣：“雨若不止，洪水必起。”苻怀归因此给儿子起名苻洪。苻洪就是前秦的缔造者苻健之父。苻安也是苻怀归之子。